# Pecqueuse
Pecqueuse település Franciaországban, Essonne megyében. Lakosainak száma 567 fő (2022. január 1.). Pecqueuse Boullay-les-Troux, Bonnelles, Bullion, Choisel, Limours és Les Molières községekkel határos.

## Népesség
A település népességének változása:
| Lakosok száma | 613  | 573  | 578  | 549  | 548  | 548  | 547  | 558  | 567  |
|               | 2013 | 2015 | 2016 | 2017 | 2018 | 2019 | 2020 | 2021 | 2022 |